# 川東行署舊址
川東行署舊址位於重慶市北碚區西南大學內，原西南師範學院辦公樓，文物遺址年代為1951年，2009年12月15日列為第二批重慶市文物保護單位。